# Райна Кацарова
Райна Димитрова Кацарова-Кукудова е българска фолклористка, наричана „Майка на българската етномузикология“. и „Слънчевата дама на българската фолклористика“.

## Биография
Родена е на 7 май 1901 г. в София. Дъщеря е на генерал-майор Димитър Кацаров, родом от Копривщица.
Завършва Теоретичния отдел на Държавната музикална академия.
От 1928 г. е асистентка на Васил Стоин, който ръководи отдела за народна музика в Народния етнографски музей в София, а след неговата смърт поема ръководството на отдела (1939). През 1950 г. отделът преминава от Етнографския институт с музей като фолклорна секция към Института за музика на БАН. Тя продължава да е ръководителка на секцията до 1964 г. Старши научен сътрудник е от 1952 година.
В продължение на години събира народни песни от различни краища на страната. Тя е основателка на танцовия архив на Института за музикознание. Сред нейните ученици са Стоян Джуджев, Николай Кауфман, Тодор Тодоров.
От 30-те години в продължение на десетилетия Кацарова провежда множество сказки, лекции и демонстрации, на живо и по радиото, с които изиграва важна роля за популяризирането на народната музика в модерния социален контекст.
Намира, че мелодиите от Угърчин и района не са изградени върху седемстепенните музикални стълбици, а върху гами от 5 тона, наречени в музиката пентатоника. Тази пентатонична основа им придава самобитна мелодия, която е любопитно явление в българската народна песен.
Като фолклористка е сред първите български жени в Института по музикознание при БАН, член-основател на Международния съвет за народна музика към ЮНЕСКО.
Членка е на Международния комитет за запазване на народните танци. Авторка е на книги и други публикации.
Сътрудница е на редица български и чуждестранни списания и вестници и сборниците „Народни песни“, издавани от Министерството на просветата.
Райна Кацарова-Кукудова, Петко Стайнов, Анна Каменова и Петко Теофилов са сред инициаторите за провеждането на Националния събор на българското народно творчество на всеки 5 години от 1965 година. Улицата в Копривщица, която води към местността Войводенец, където се провежда съборът, в нейна чест е наричана път „Райна Кацарова“. Умира през 1984 г.

## Музикално-фолклорен архив наИнститута за изследване на изкустватакъм БАН
Архивът съдържа 160 км записи на киноленти, правени с примитивната филмова техника на 50-те и 60-те години на XX век и огромно количество аудиозаписи. На създаването на архива Райна Кацарова, Анна Илиева и други ентусиасти посвещават години събирателска дейност на терен на различни музикални практики и обреди в повечето фолклорни области от Добруджа до Родопите. В лентите на архива невсякога има записано аудио, а понякога няма картина. В някои случаи липсва синхрон между двете. Записите са правени при много трудни условия, като се има предвид, че помакините в родопските села не пеят пред мъже.
Изследванията на архива започват още с положеното начало на завеждането му. Дигиталната обработка започва през 1998 г. с оглед на това, че животът на лентите и виниловите носители клони към своя край. Някои записи се намират в лошо състояние, въпреки специалните условия на съхранение в БНР и тяхната реставрация е трудоемко и сложно начинание. Оригиналните записи обаче продължават да са съхранявани грижливо.